# Tournoi d'ouverture du championnat du Guatemala de football 2015
Navigation
Saison précédente Saison suivante
Le Tournoi Apertura 2015 est le trente-quatrième tournoi saisonnier disputé au Guatemala.
C'est cependant la 80e fois que le titre de champion du Guatemala est remis en jeu.
Lors de ce tournoi, le CSD Comunicaciones a tenté de conserver son titre de champion du Guatemala face aux onze meilleurs clubs guatémaltèques.
Chacun des douze clubs participant était confronté deux fois aux onze autres équipes. Puis les six meilleurs se sont affrontés lors d'une phase finale à la fin du tournoi.
Seulement une place était qualificative pour la Ligue des champions de la CONCACAF.

## Les 12 clubs participants
| \| Guatemala City: Antigua GFC CSD Comunicaciones CSD Municipal Universidad SC Guatemala City Deportivo Malacateco Deportivo Marquense Deportivo Suchitepéquez Xelaju MC Deportivo Petapa Deportivo Guastatoya Deportivo Mictlán Cobán Imperial \| Localisation des clubs engagés dans le championnat. |
| Guatemala City: Antigua GFC CSD Comunicaciones CSD Municipal Universidad SC Guatemala City Deportivo Malacateco Deportivo Marquense Deportivo Suchitepéquez Xelaju MC Deportivo Petapa Deportivo Guastatoya Deportivo Mictlán Cobán Imperial                                                           |

Ce tableau présente les douze équipes qualifiées pour disputer le championnat 2015-2016. On y trouve le nom des clubs, le nom des stades dans lesquels ils évoluent ainsi que la capacité et la localisation de ces derniers.
| Club                    | Stade                          | Capacité | Ville             |
| Antigua GFC             | Stade Pensativo                | 9 000    | Guatemala City    |
| Cobán Imperial          | Stade Verapaz                  | 8 000    | Cobán             |
| CSD Comunicaciones      | Stade Cementos Progreso        | 17 000   | Guatemala City    |
| Deportivo Guastatoya    | Stade David Cordón Hichos (es) | 3 500    | Guastatoya        |
| Deportivo Malacateco    | Stade Santa Lucía              | 7 000    | Malacatán         |
| Deportivo Marquense     | Stade Marquesa de la Ensenada  | 10 000   | San Marcos        |
| Deportivo Mictlán (en)  | Stade La Asunción              | 8 000    | Asunción Mita     |
| CSD Municipal           | Stade Manuel Felipe Carrera    | 10 000   | Guatemala City    |
| Deportivo Petapa (en)   | Stade municipal                | 7 500    | San Miguel Petapa |
| Deportivo Suchitepéquez | Stade Carlos Salazar Hijo      | 12 000   | Mazatenango       |
| Universidad SC          | Stade Revolución               | 4 000    | Guatemala City    |
| Xelaju MC               | Stade Mario Camposeco          | 11 000   | Quetzaltenango    |

## Compétition
Le tournoi Apertura se déroule de la même façon que les tournois saisonniers précédents, en deux phases :
- La phase de qualification : les vingt-deux journées de championnat.
- La phase finale : les matchs aller-retour allant des quarts de finale à la finale.

### Phase de qualification
Lors de la phase de qualification les douze équipes affrontent à deux reprises les onze autres équipes selon un calendrier tiré aléatoirement.
Les deux meilleures équipes sont qualifiées directement pour les demi-finale alors que les quatre suivantes se qualifient pour les quarts de finale.
Le classement est établi sur le barème de points classique (victoire à 3 points, match nul à 1, défaite à 0).
Le départage final se fait selon les critères suivants :
- Le nombre de points.
- La différence de buts générale.
- Le nombre de buts marqué.

#### Classement
| Rang | Équipe                   | Pts | J  | G  | N | P  | Bp | Bc | Diff |
| ---- | ------------------------ | --- | -- | -- | - | -- | -- | -- | ---- |
| 1    | Xelaju MC                | 41  | 22 | 13 | 2 | 7  | 22 | 17 | +5   |
| 2    | Antigua GFC              | 38  | 22 | 11 | 5 | 6  | 28 | 19 | +9   |
| 3    | CSD Comunicaciones T     | 37  | 22 | 11 | 4 | 7  | 26 | 20 | +6   |
| 4    | Deportivo Guastatoya     | 34  | 22 | 9  | 7 | 6  | 33 | 23 | +10  |
| 5    | Deportivo Suchitepéquez  | 34  | 22 | 10 | 4 | 8  | 36 | 27 | +9   |
| 6    | Deportivo Petapa (en)    | 33  | 22 | 9  | 6 | 7  | 29 | 31 | -2   |
| 7    | CSD Municipal            | 31  | 22 | 9  | 4 | 9  | 28 | 27 | +1   |
| 8    | Deportivo Marquense      | 29  | 22 | 8  | 5 | 9  | 22 | 28 | -6   |
| 9    | Cobán Imperial P         | 28  | 22 | 7  | 7 | 8  | 20 | 26 | -6   |
| 10   | Deportivo Mictlán (en) P | 26  | 22 | 7  | 5 | 10 | 24 | 28 | -4   |
| 11   | Universidad SC           | 18  | 22 | 4  | 6 | 12 | 31 | 36 | -5   |
| 12   | Deportivo Malacateco     | 17  | 22 | 4  | 5 | 13 | 24 | 41 | -17  |

| Légende : Qualifications et relégations | Légende : Qualifications et relégations          |
| --------------------------------------- | ------------------------------------------------ |
|                                         | Qualifié pour les demi-finales                   |
|                                         | Qualifié pour les quarts de finale               |
|                                         | T Tenant du titre P Promu de la saison 2014-2015 |

#### Matchs
| Résultats (▼dom., ►ext.)                                   | Ant | Cob | Com | Gua | Mal | Mar | Mic | Pet | Suc | Mun | Uni | Xel |
| Antigua GFC                                                |     | 0-0 | 0-1 | 3-0 | 2-0 | 2-1 | 2-1 | 1-2 | 1-0 | 0-0 | 1-4 | 3-0 |
| Cobán Imperial                                             | 0-0 |     | 2-1 | 2-2 | 1-0 | 1-0 | 1-0 | 2-3 | 3-3 | 1-0 | 2-2 | 0-0 |
| CSD Comunicaciones                                         | 1-0 | 2-1 |     | 0-0 | 2-1 | 2-2 | 2-1 | 0-2 | 0-1 | 1-0 | 1-0 | 2-0 |
| Deportivo Guastatoya                                       | 1-2 | 2-0 | 1-1 |     | 4-1 | 2-0 | 0-0 | 1-1 | 3-0 | 3-1 | 2-3 | 2-0 |
| Deportivo Malacateco                                       | 1-3 | 1-0 | 2-1 | 0-2 |     | 4-0 | 2-0 | 1-1 | 0-2 | 2-2 | 0-3 | 0-1 |
| Deportivo Marquense                                        | 1-1 | 0-1 | 0-3 | 2-0 | 2-2 |     | 3-1 | 0-0 | 2-0 | 2-1 | 2-1 | 1-0 |
| Deportivo Mictlán (en)                                     | 1-2 | 3-0 | 2-0 | 2-2 | 2-2 | 0-0 |     | 1-0 | 2-0 | 1-0 | 1-1 | 3-1 |
| Deportivo Petapa (en)                                      | 0-2 | 1-0 | 1-4 | 0-0 | 4-1 | 0-2 | 3-0 |     | 1-1 | 3-0 | 2-1 | 2-1 |
| Deportivo Suchitepéquez                                    | 3-1 | 1-1 | 2-0 | 1-0 | 4-1 | 3-0 | 2-3 | 6-0 |     | 0-2 | 2-0 | 1-0 |
| CSD Municipal                                              | 1-1 | 1-0 | 0-1 | 0-3 | 1-0 | 3-1 | 2-0 | 4-1 | 3-2 |     | 3-2 | 0-0 |
| Universidad SC                                             | 0-1 | 1-2 | 1-1 | 2-3 | 2-2 | 0-1 | 2-0 | 1-1 | 2-2 | 2-4 |     | 1-2 |
| Xelaju MC                                                  | 1-0 | 3-0 | 1-0 | 2-0 | 2-1 | 1-0 | 1-0 | 2-1 | 2-0 | 1-0 | 1-0 |     |
| - Victoire à domicile - Match nul - Victoire à l'extérieur |     |     |     |     |     |     |     |     |     |     |     |     |

### La Phase Finale
Les six équipes qualifiées sont réparties dans le tableau final d'après leur classement général, le deuxième affrontant lors des demi-finales le vainqueur du quart opposant le quatrième au cinquième et le premier affrontant le vainqueur du quart opposant le troisième au sixième. L'équipe la moins bien classée accueille lors du match aller et la meilleure lors du match retour.
En cas d'égalité sur la somme des deux matchs, c'est l'équipe ayant marqué le plus de buts à extérieur qui l'emporte puis des prolongations et une séance de tirs au but ont éventuellement lieu.

#### Tableau
|  |                         |               |                      |               |                    |     |   |            |            |            |            |                      |     |   |        |        |        |        |        |  |  |
|  | 1/4 de finale           | 1/4 de finale | 1/4 de finale        | 1/4 de finale | 1/4 de finale      |     |   | 1/2 finale | 1/2 finale | 1/2 finale | 1/2 finale | 1/2 finale           |     |   | Finale | Finale | Finale | Finale | Finale |  |  |
|  |                         |               |                      |               |                    |     |   |            |            |            |            |                      |     |   |        |        |        |        |        |  |  |
|  |                         |               |                      |               |                    |     |   |            |            |            |            |                      |     |   |        |        |        |        |        |  |  |
|  |                         |               |                      |               |                    |     |   |            |            |            |            |                      |     |   |        |        |        |        |        |  |  |
|  |                         |               |                      |               |                    |     |   |            |            |            |            |                      |     |   |        |        |        |        |        |  |  |
|  |                         |               |                      |               |                    |     |   |            |            |            |            |                      |     |   |        |        |        |        |        |  |  |
|  | Xelaju MC               | (1)           | 0                    | 2             |                    |     |   |            |            |            |            |                      |     |   |        |        |        |        |        |  |  |
|  | Xelaju MC               | (1)           | 0                    | 2             |                    |     |   |            |            |            |            |                      |     |   |        |        |        |        |        |  |  |
|  |                         |               | Deportivo Guastatoya | (4)           | 3                  | 2   |   |            |            |            |            |                      |     |   |        |        |        |        |        |  |  |
|  | Deportivo Guastatoya    | (4)           | Deportivo Guastatoya | (4)           | 3                  | 2   | 3 | 0          | 0          |            |            |                      |     |   |        |        |        |        |        |  |  |
|  | Deportivo Guastatoya    | (4)           |                      |               |                    |     |   |            | 0          |            |            |                      |     |   |        |        |        |        |        |  |  |
|  | Deportivo Suchitepéquez | (5)           | 3                    | 0             |                    |     |   |            |            |            |            |                      |     |   |        |        |        |        |        |  |  |
|  | Deportivo Suchitepéquez | (5)           | 3                    | 0             |                    |     |   |            |            |            |            | Deportivo Guastatoya | (4) | 2 | 0      |        |        |        |        |  |  |
|  |                         |               |                      |               |                    |     |   |            |            |            |            | Deportivo Guastatoya | (4) | 2 | 0      |        |        |        |        |  |  |
|  |                         | Antigua GFC   | (2)                  | 1             | 2                  |     |   |            |            |            |            |                      |     |   |        |        |        |        |        |  |  |
|  | CSD Comunicaciones      | Antigua GFC   | (2)                  | 1             | 2                  | (3) | 0 | 3          | 0          |            |            |                      |     |   |        |        |        |        |        |  |  |
|  | CSD Comunicaciones      |               |                      |               |                    |     | 0 | 3          | 0          |            |            |                      |     |   |        |        |        |        |        |  |  |
|  | Deportivo Petapa (en)   | (6)           | 0                    | 0             |                    |     |   |            |            |            |            |                      |     |   |        |        |        |        |        |  |  |
|  | Deportivo Petapa (en)   | (6)           | 0                    | 0             | CSD Comunicaciones | (3) | 3 | 0          | 0          |            |            |                      |     |   |        |        |        |        |        |  |  |
|  |                         |               |                      |               |                    | (3) | 3 | 0          | 0          |            |            |                      |     |   |        |        |        |        |        |  |  |
|  |                         |               | Antigua GFC          | (2)           | 3                  | 1   |   |            |            |            |            |                      |     |   |        |        |        |        |        |  |  |
|  |                         |               |                      |               |                    | 1   |   |            |            |            |            |                      |     |   |        |        |        |        |        |  |  |
|  |                         |               |                      |               |                    |     |   |            |            |            |            |                      |     |   |        |        |        |        |        |  |  |
|  |                         |               |                      |               |                    |     |   |            |            |            |            |                      |     |   |        |        |        |        |        |  |  |
|  |                         |               |                      |               |                    |     |   |            |            |            |            |                      |     |   |        |        |        |        |        |  |  |

#### Quarts de finale
| Club                 | Aller | Retour | Club                    | Commentaire                    |
| CSD Comunicaciones   | 0-0   | 3-0    | Deportivo Petapa (en)   |                                |
| Deportivo Guastatoya | 3-3   | 0-0    | Deportivo Suchitepéquez | Qualifié au classement général |

#### Demi-finales
| Club        | Aller | Retour | Club                 | Commentaire |
| Xelaju MC   | 0-3   | 2-2    | Deportivo Guastatoya |             |
| Antigua GFC | 3-3   | 1-0    | CSD Comunicaciones   |             |

#### Finale
| Match aller      | Deportivo Guastatoya                  | 2:1 | Antigua GFC        | Stade David Cordón Hichos (es) |  |
| 17 décembre 2015 | Edi Guerra 15e · Juan Manuel Klub 87e |     | Alejandro Díaz 50e |                                |  |

| Match retour     | Antigua GFC                             | 2:0   | Deportivo Guastatoya | Stade Pensativo |  |
| 20 décembre 2015 | Óscar Isaula 19e · Édgar Chinchilla 74e | (1:0) |                      |                 |  |

## Bilan du tournoi
| Tournoi d'ouverture du championnat de football du Guatemala 2015 |                         |
| Champion                                                         | Antigua GFC (1er titre) |
| Dauphin                                                          | Deportivo Guastatoya    |
| Qualifications continentales                                     |                         |
| Ligue des champions 2016-2017 (Phase de groupes)                 | Antigua GFC             |

## Statistiques

### Buteurs
| Rang | Nom | Équipe | Buts |
| 1    |     |        | -    |
| 2    |     |        | -    |
| 3    |     |        | -    |